# Hotter than July
Hotter than July è un album di Stevie Wonder, pubblicato dalla Motown nel 1980.

## Tracce
Testi e musiche di Stevie Wonder, eccetto dove indicato.
1. Did I Hear You Say You Love Me – 4:07
2. All I Do – 5:06 (testo: Stevie Wonder, Morris Broadnax, Clarence Paul – musica: Stevie Wonder)
3. Rocket Love – 4:39
4. I Ain't Gonna Stand for It – 4:39
5. As If You Read My Mind – 3:47
6. Master Blaster (Jammin') – 5:07
7. Do Like You – 4:25
8. Cash in Your Face – 3:59
9. Lately – 4:05
10. Happy Birthday – 5:57

## Formazione
- Stevie Wonder - voce, cori, cabasa, tastiera, pianoforte, Fender Rhodes, vocoder, clavinet, celesta, battito di mani, batteria, percussioni, clavicembalo, sintetizzatore, ARP, armonica a bocca
- Isaiah Sanders - tastiera, cori, pianoforte, Fender Rhodes, organo Hammond
- Dennis Davis - batteria
- Dennis Morrison - battito di mani
- Rick Zunigar - chitarra
- Bill Wolfer - sintetizzatore, programmazione
- Nathan Watts - basso, cori
- Hank Devito - steel guitar
- Ben Bridges - chitarra, cori
- Earl DeRouen - percussioni, cori
- Stephanie Andrews - battito di mani
- Kimberly Jackson - battito di mani
- Bill Wolfer - battito di mani
- Trevor Lawrence - battito di mani
- Larry Gittens - tromba
- Hank Reed - sax, battito di mani
- Bob Malach - sax
- Alex Brown, Michael Jackson, Shirley Brewer, Delores Barnes, Melody McCully, Angela Winbush, Mary Lee Whitney, Marva Holcolm, Charlie Wilson, Ronnie Wilson, Charlie Collins, Ed Brown, Walter Williams, Susaye Greene, Jamil Raheem, Betty Wright, Eddie Levert, Syreeta - cori

## Classifiche

### Classifiche settimanali
| Classifica (1980/81) | Posizione massima |
| -------------------- | ----------------- |
| Australia            | 3                 |
| Austria              | 2                 |
| Francia              | 1                 |
| Germania             | 12                |
| Italia               | 2                 |
| Norvegia             | 5                 |
| Nuova Zelanda        | 2                 |
| Paesi Bassi          | 4                 |
| Regno Unito          | 2                 |
| Stati Uniti          | 3                 |
| Stati Uniti (R&B)    | 1                 |
| Svezia               | 3                 |
| Svizzera             | 5                 |

### Classifiche di fine anno
| Classifica (1980) | Posizione |
| ----------------- | --------- |
| Francia           | 39        |
| Italia            | 14        |
| Regno Unito       | 43        |
| Classifica (1981) | Posizione |
| Australia         | 8         |
| Austria           | 3         |
| Nuova Zelanda     | 10        |
| Regno Unito       | 14        |
| Stati Uniti       | 21        |